# Fu Bin
Fu Bin (en chino tradicional, 符賓; en chino simplificado, 符宾; pinyin, Fú Bīn; Pekín, 6 de mayo de 1969) es un exfutbolista y entrenador de fútbol chino que jugaba en la posición de guardameta. Actualmente es el entrenador de porteros del Tianjin Teda de la Superliga China.

## Carrera

### Club
| Periodo   | Club            | País  |
| --------- | --------------- | ----- |
| 1986–1993 | Hebei team      | China |
| 1994      | Jilin Samsung   | China |
| 1995–1997 | Beijing Guoan   | China |
| 1998–2003 | Chongqing Lifan | China |
| 2004–2006 | Hunan Shoking   | China |
| 2007–2009 | Chengdu Blades  | China |

### Selección nacional
Jugó para China en siete ocasiones entre 2000 y 2001. Participó en la Copa Asiática 2000.

## Logros

### Club
- Copa FA de China: 1996, 1997, 2000.

### Récords
- Futbolista profesional chino más viejo en la historia del fútbol profesional (40 años y 133 días).[3][4]